# Lithuanian International 2002
Die Lithuanian International 2002 im Badminton fanden vom 7. bis zum 8. September 2002 in Klaipėda statt.

## Sieger und Platzierte
| Disziplin    | Gold                                     | Silber                           | Bronze                                  |
| ------------ | ---------------------------------------- | -------------------------------- | --------------------------------------- |
| Herreneinzel | Johan Uddfolk                            | Antti Viitikko                   | Aivaras Kvedarauskas                    |
| Herreneinzel | Johan Uddfolk                            | Antti Viitikko                   | Jacek Niedźwiedzki                      |
| Dameneinzel  | Kai-Riin Saluste                         | Ugnė Urbonaitė                   | Joanna Szleszyńska                      |
| Dameneinzel  | Kai-Riin Saluste                         | Ugnė Urbonaitė                   | Kristina Dovidaitytė                    |
| Herrendoppel | Aivaras Kvedarauskas Dainius Mikalauskas | Donatas Narvilas Johan Uddfolk   | Ramūnas Bilius Kęstutis Navickas        |
| Herrendoppel | Aivaras Kvedarauskas Dainius Mikalauskas | Donatas Narvilas Johan Uddfolk   | Gert Künka Heiki Sorge                  |
| Damendoppel  | Kristina Dovidaitytė Ugnė Urbonaitė      | Helen Reino Kai-Riin Saluste     | Danguolė Blevaitienė Jūratė Prevelienė  |
| Damendoppel  | Kristina Dovidaitytė Ugnė Urbonaitė      | Helen Reino Kai-Riin Saluste     | Akvilė Stapušaitytė Anastasija Tolstaja |
| Mixed        | Aivaras Kvedarauskas Jūratė Prevelienė   | Kęstutis Navickas Ugnė Urbonaitė | Heiki Sorge Helen Reino                 |
| Mixed        | Aivaras Kvedarauskas Jūratė Prevelienė   | Kęstutis Navickas Ugnė Urbonaitė | Gert Künka Kai-Riin Saluste             |